# Kapelle St. Rochus Pardé

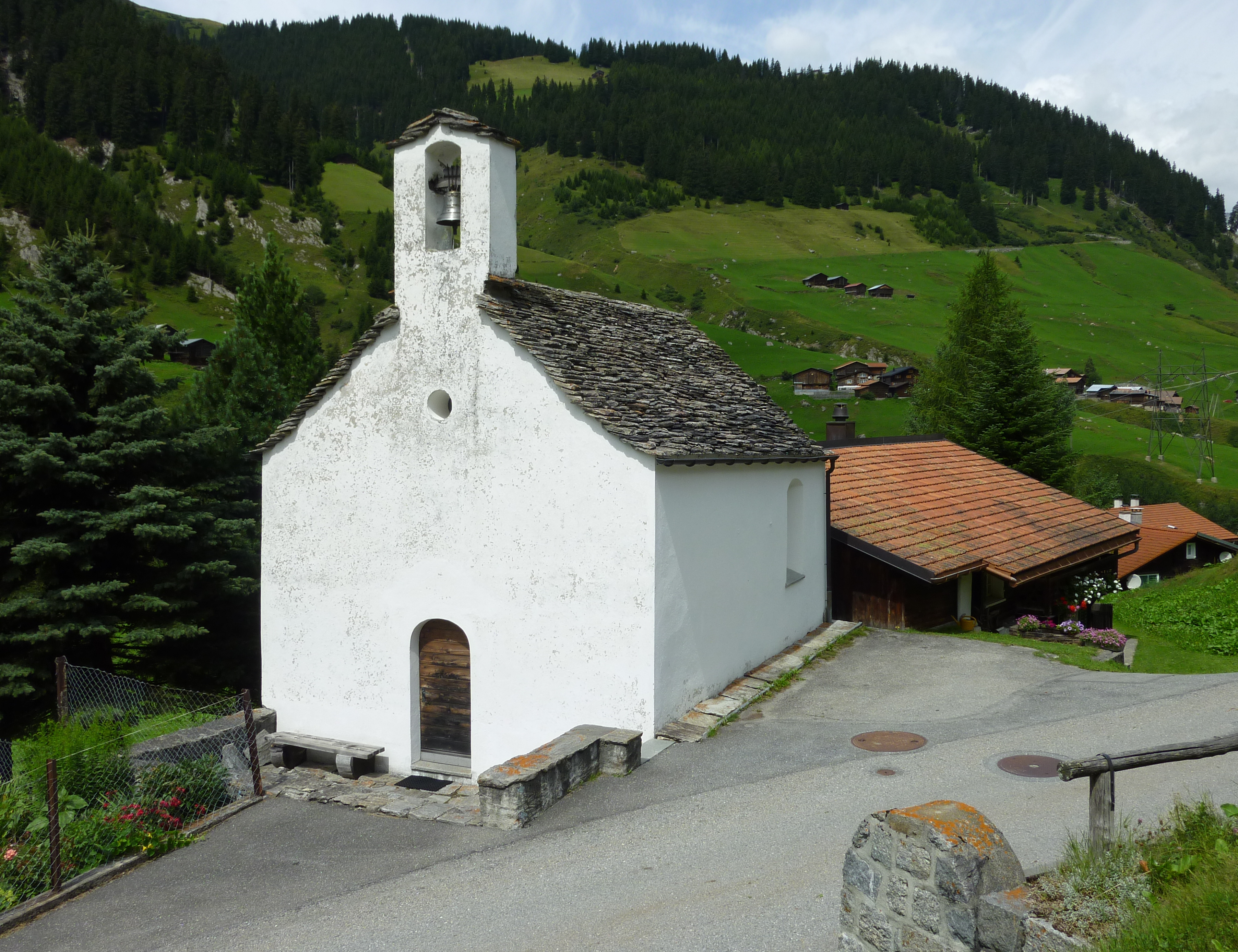
Kapelle St. Rochus, 2010

Die Kapelle St. Rochus steht in Pardé, einer Fraktion der Gemeinde Medel (Lucmagn) im Val Medel im Kanton Graubünden in der Schweiz.
Die kleine Kapelle mit einer Ausdehnung von 6 auf 4,7 Metern ist ein mit Steinplatten gedeckter Rechteckraum mit Tonnengewölbe. Sie ist dem Pestheiligen Rochus von Montpellier geweiht. Die Konsekration fand am 7. August 1592 oder 1593 statt. Erwin Poeschel fand die Kapelle um 1940 unbemalt vor; die Bemalung wurde jedoch in einem Visitationsprotokoll von 1658 erwähnt. Die Malereien von Hans Ardüser stammen aus der Zeit um 1593 und wurden anlässlich einer Restauration um 1980 freigelegt. Dargestellt sind Apostelfiguren und -symbole, die Muttergottes, Engel und Leidenswerkzeuge.
Der Altar stammt aus neuerer Zeit, das Rokoko-Antependium wurde um 1760 erstellt. In der Altarnische steht eine Statue des heiligen Rochus aus der Zeit um 1600. Links des Altars steht eine kleine Statue des heiligen Sebastian aus der gleichen Zeit.
In der Ecke des Chors stehen ungedeutete Mauerblöcke, die durch einen bankartigen Sockel miteinander verbunden sind. Poeschel vermutet einen Sockel für Bänke.

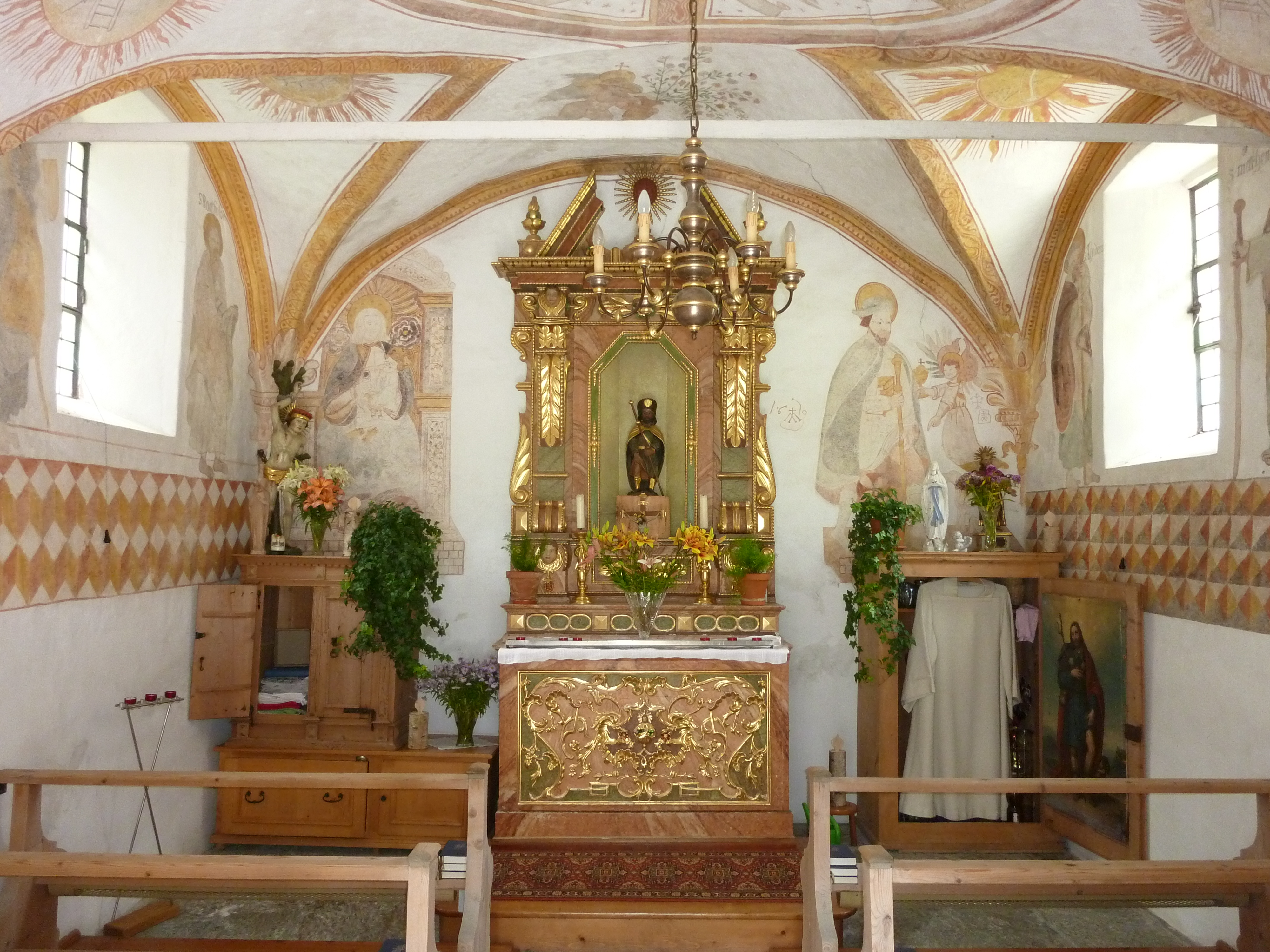
Chor
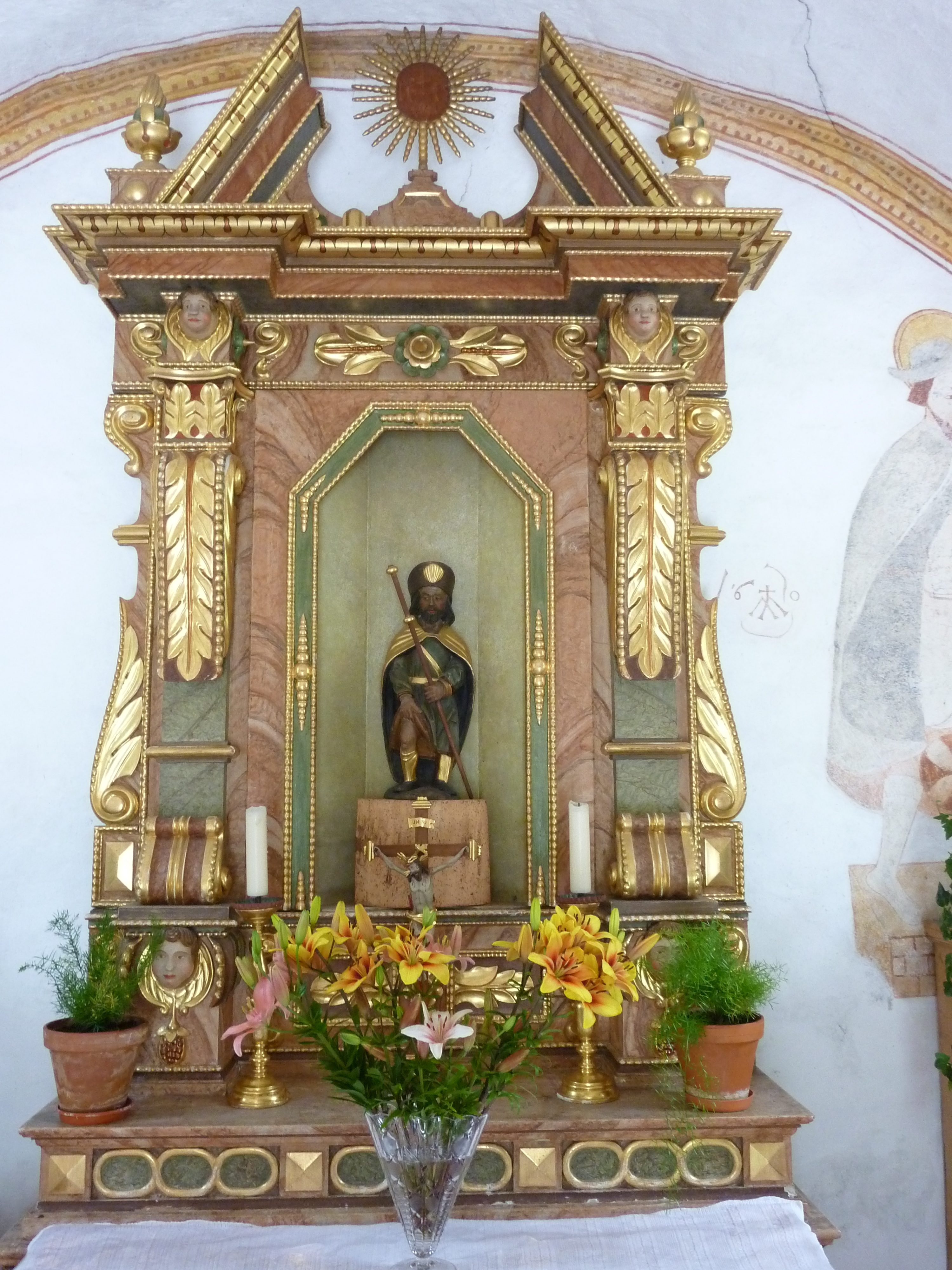
Altarstatue St. Rochus
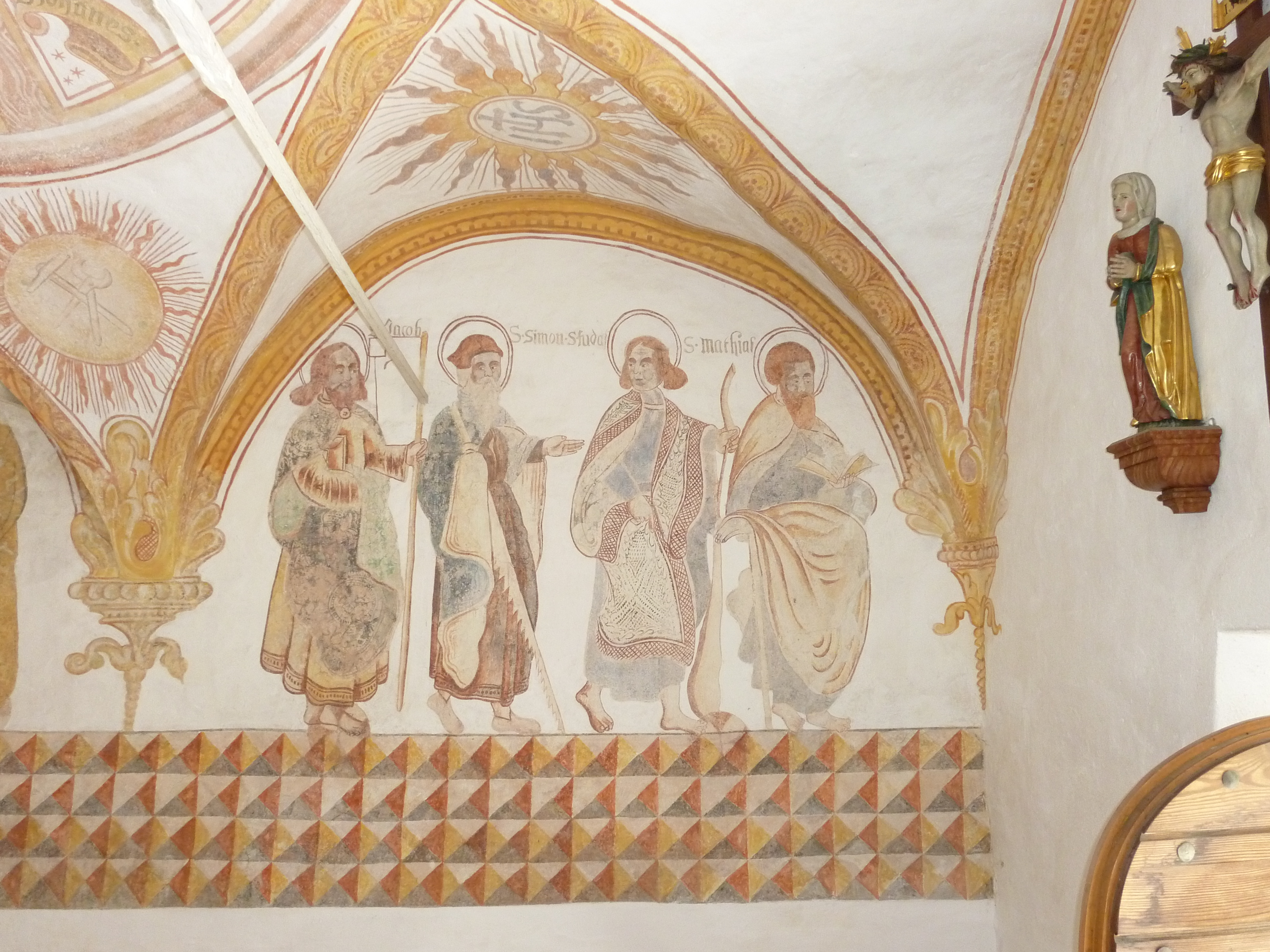
Apostelfiguren (1593)
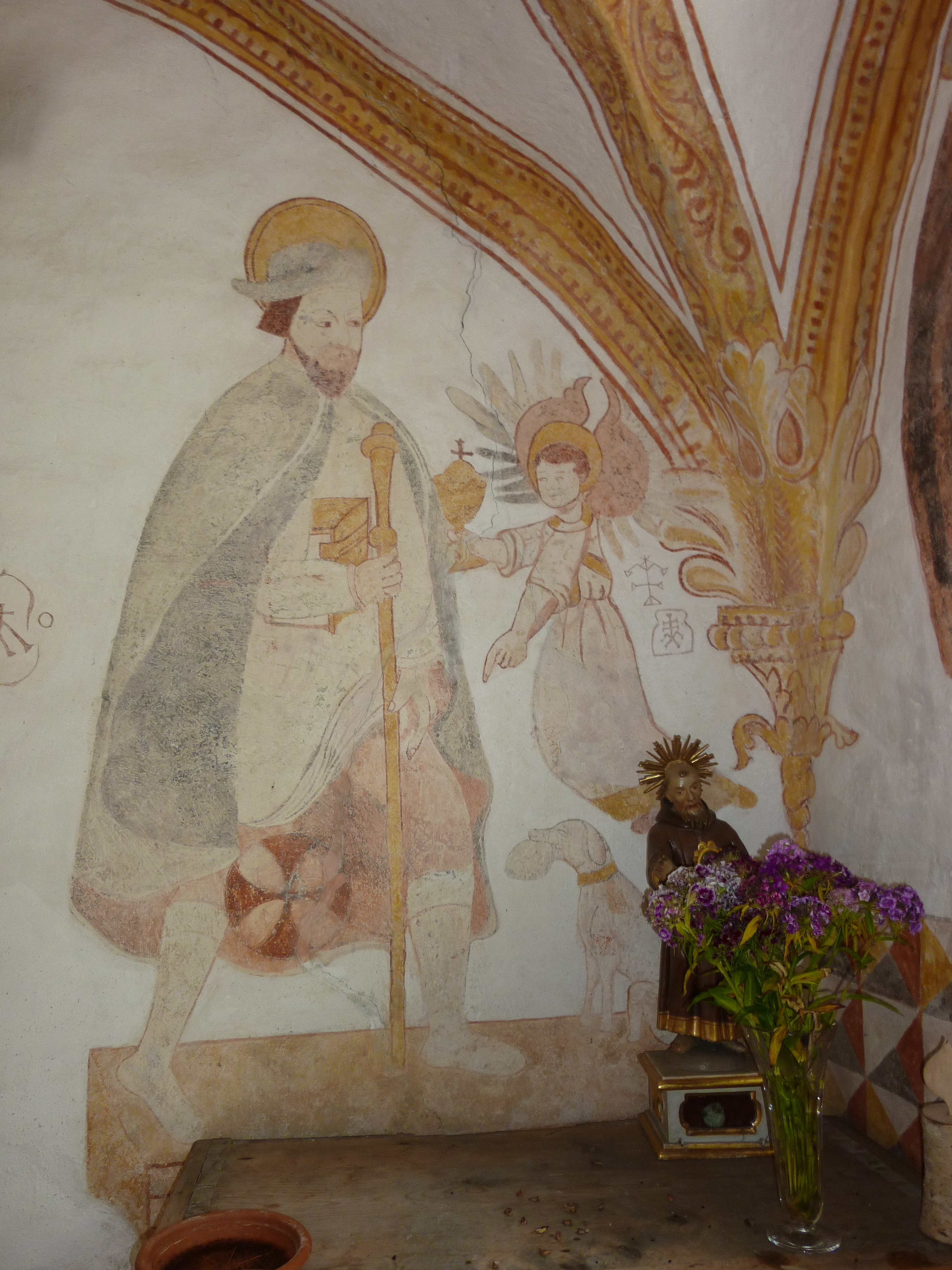
St. Rochus
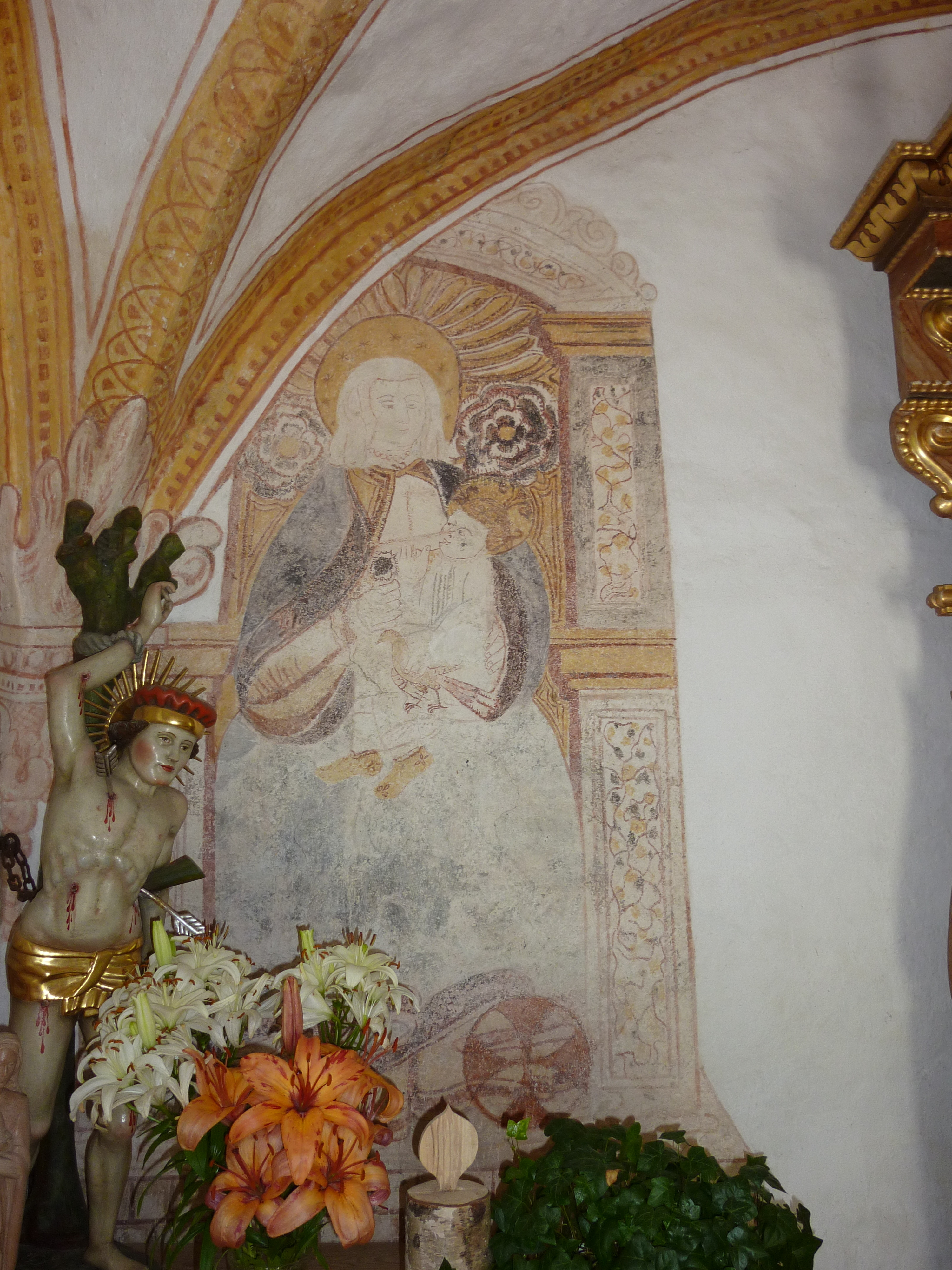
Madonna
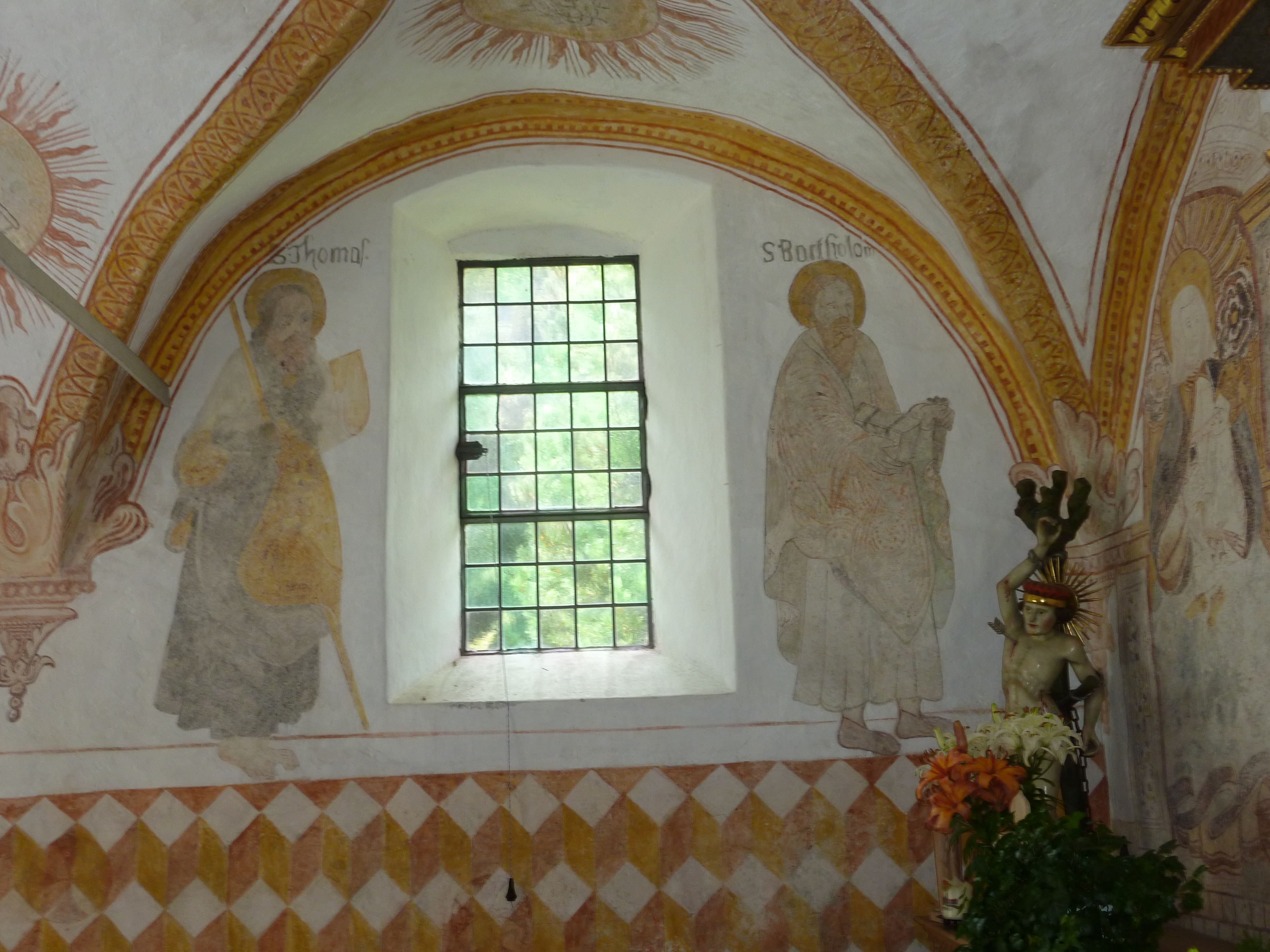
Apostel und St. Sebastianstatue